# Virginia Fox
Virginia Fox, da sposata Virginia Fox Zanuck (Wheeling, 19 aprile 1902 – Palm Springs, 14 ottobre 1982), è stata un'attrice statunitense, protagonista, dal 1915 al 1926, di numerosi film muti.

## Biografia
Inizia tredicenne la sua carriera cinematografica nel 1915 in un cortometraggio della Keystone Film Company. Attrice nei primi film di Mack Sennett, diventò una delle sue bathing beauties, le belle ragazze in costume da bagno che erano una delle caratteristiche dei cortometraggi di Sennett. Virginia Fox lavorò come partner di Buster Keaton nei suoi cortometraggi a uno o due rulli.
Nel 1924, sposò il produttore Darryl F. Zanuck: dal matrimonio nacquero tre figli, tra cui Richard, che diventerà produttore come il padre. La coppia divorziò nel 1956 a causa delle infedeltà di Zanuck. Negli anni settanta, Virginia Fox accolse in casa l'ex marito, quando questi diventò mentalmente instabile e lo accudì fino alla sua morte nel 1979. L'attrice morì per enfisema e trombosi cerebrale nel 1982, all'età di 80 anni.

## Filmografia
- Gussle's Backward Way, regia di Charles Avery, Syd Chaplin (1915)
- Gussle Tied to Trouble, regia di Charles Avery (1915)
- Those College Girls, regia di Mack Sennett (1915)
- Those Bitter Sweets, regia di F. Richard Jones (1915)
- A Lover's Lost Control, regia di Mack Sennett (1915)
- A Submarine Pirate, regia di Charles Avery, Syd Chaplin (1915)
- His Father's Footsteps, regia di Charley Chase, Ford Sterling (1915)
- Hearts and Flowers, regia di Edward F. Cline (1919)
- Down on the Farm, regia di Ray Grey, F. Richard Jones, Erle C. Kenton (1920)
- Fresh from the City, regia di Walter Wright (1920)
- By Golly!, regia di Charles Murray (1920)
- Monkey Business, regia di Edward F. Cline (1920)
- Married Life, regia di Erle C. Kenton (1920)
- Tutti in macchina (You Wouldn't Believe It), regia di Erle C. Kenton (1920)
- I vicini (Neighbors), regia di Buster Keaton e Eddie Cline (1920)
- La casa stregata (The Haunted House), regia di Buster Keaton e Eddie Cline (1921)
- Fortuna avversa (Hard Luck), regia di Buster Keaton e Eddie Cline (1921)
- Il capro espiatorio (The Goat), regia di Buster Keaton e Malcolm St. Clair (1921)
- Il teatro (The Playhouse), regia di Buster Keaton e Eddie Cline (1921)
- Il viso pallido (The Paleface), regia di Buster Keaton e Eddie Cline (1921)
- I poliziotti (Cops), regia di Buster Keaton e Eddie Cline (1922)
- Il maniscalco (The Blacksmith), regia di Buster Keaton e Malcolm St. Clair (1922)
- La casa elettrica (The Electric House), regia di Buster Keaton e Eddie Cline (1922)
- Il nido d'amore (The Love Nest), regia di Buster Keaton (1923)